# 2003 en hockey sur glace
Cette page présente les éléments de hockey sur glace de l'année 2003, que ce soit d'un point de vue rencontres internationales ou championnats nationaux. Les grandes dates des différentes compétitions sont données ainsi que les décès de personnalités du hockey mondial.

## Amérique du Nord

### Ligue nationale de hockey
- 10 juin : les Devils du New Jersey remportent la Coupe Stanley en s'imposant en finale contre les Mighty Ducks d'Anaheim par 4 victoires pour 3 défaites.
- 22 novembre les Canadiens de Montréal et les Oilers d'Edmonton dispute la première édition de la Classique Héritage au stade du Commonwealth. Une foule record de 57 167 personnes était présente. Les Canadiens l'emportent par la marque de 4-3.

### Ligue américaine de hockey
- Les Aeros de Houston remportent la Coupe Calder en défaisant en finale les Bulldogs de Hamilton par la marque de quatre rencontres contre trois.
- Les Pirates de Portland sont les hôtes du 16e Match des étoiles de la LAH. Au cours de ce match, l'équipe du Canada a battu l'équipe associée des américains et du reste du monde sur le score de 10 buts à 7.

### East Coast Hockey League
- Les Boardwalk Bullies de Atlantic-City remporte la Coupe Kelly.

### Ligue canadienne de hockey
- Les Olympiques de Hull remportent leur cinquième Coupe du président en défaisant en finale les Mooseheads d'Halifax.

- Les Rangers de Kitchener remportent la coupe J.-Ross-Robertson en défaisant en cinq rencontres le 67 d'Ottawa.

- Les Rockets de Kelowna remportent la Coupe du Président en défaisant en six rencontres les Rebels de Red Deer.

- Le 25 mai : les Rangers de Kitchener remportent la Coupe Memorial face aux Olympiques de Hull par la marque de 6-3. L'équipe hôte du tournoi furent les Remparts de Québec.

### Ligue nationale de hockey féminin (1999-2007)
- l'Oval X-Treme de Calgary est champion de la LNHF.

## Europe

### Compétitions internationales
- La Coupe continentale est remportée par le Jokerit Helsinki.
- Le Canada remporte la Coupe Spengler en défaisant en finale le HC Davos.

### Allemagne
- Les Krefeld Pinguine remportent le championnat en défaisant en finale les Kölner Haie par la marque de 3-2.

### Autriche
- Le EHC Black Wings Linz remportent le championnat en défaisant en finale le EC Villacher SV par la marque de 3-1.

### Espagne
- Le Club Hielo Jaca remporte le championnat en défaisant en finale le FC Barcelone.

### Finlande
- Le Tappara Tampere remporte le championnat en défaisant en finale le Kärpät Oulu.
- Le Jukurit Mikkeli remporte le championnat en division 2, la Mestis.

### France
- Les Dragons de Rouen remportent la Coupe Magnus en défaisant en finale les Gothiques d'Amiens par la marque de 2-1.
- Les Dauphins d'Épinal remportent le championnat de Division 1 et son promu pour la saison suivante en Super 16.

### Grande-Bretagne
- Création de l'Elite Ice Hockey League, après la disparition de la Ice Hockey Superleague.

### République tchèque
- Le HC Slavia Prague remporte le championnat de l'Extraliga en défaisant en finale le HC IPB Pojišťovna Pardubice.
- Le HC Vagnerplast Kladno remporte le championnat de la 1. liga et est promu en Extraliga alors que le HC Havířov est reléguée en 1. liga.

### Russie
- Le Lokomotiv Iaroslavl remporte le championnat de la Superliga en défaisant en finale le Severstal Tcherepovets par la marque de 3-2.
- Le Torpedo Nijni Novgorod remporte le championnat de la Vyschaïa Liga.

### Suède
- Le Frölunda HC remporte le championnat de la Elitserien en défaisant en finale le Färjestads BK par la marque de 4-0.
- Le Hammarby IF remporte le championnat de l'Allsvenskan.

### Suisse
- Le HC Lugano remporte le championnat de la Ligue National A en défaisant en finale le HC Davos.
- Le HC Bâle remporte le championnat de la Ligue National B en défaisant en finale le HC Viège.

## International
- 11 mai. Le Canada champion du monde en s'imposant en finale 3-2 face à la Suède.
- Le championnat du monde féminin est annulé pour la division élite en raison du syndrome respiratoire aigu sévère.

## Autres

### Fondation de clubs
- Stingrays de Hull (Royaume-Uni).
- Phoenix de Manchester (Royaume-Uni).

### Fins de carrière
- 23 septembre : Chris McAlpine[1]

### Décès
- Le 6 mai, décès de Steve Atkinson à l'âge de 54 ans des suites d'une crise cardiaque. Il fut le premier joueur de l'histoire des Capitals de Washington à marquer sur un tir de pénalité.
- Grigory Mkrtychan ancien gardien de but soviétique des années 1950 décède le 14 février à l'âge de 78 ans (naissance le 3 janvier 1925 à Moscou). Il a remporté à neuf reprises le championnat soviétique, six fois avec le CSKA Moscou et trois avec le VVS MVO Moscou. Il fut également champion du monde en 1954 et champion olympique en 1956[2].
- Le 11 août, décès de Herb Brooks, entraîneur américain qui dirigea l'équipe de son pays aux Jeux olympiques de 1980. Intronisé au Temple de la renommée du hockey américain en 1990, à celui de l'IIHF en 1999, puis à titre posthume au Temple de la renommée du hockey en 2006.
- Le 5 octobre, décès de Roger Bédard, joueur puis entraîneur-chef. Il remporta à titre d'entraîneur deux Coupe Memorial avec le Canadien junior de Montréal.
- Le 5 octobre, décès de Dan Snyder, joueur évoluant pour les Thrashers d'Atlanta, il meurt des suites d'une fracture du crâne subie lors d'un accident de la route survenu trois jours plus tôt alors qu'il était à bord d'un véhicule conduit par son coéquipier Dany Heatley. Ce dernier s'en sort avec des blessures mineures.
- Le 24 octobre, décès à l'âge de 72 ans de Bob Bailey, joueur ayant évolué notamment dans la LNH et la LAH. Vainqueur de deux Coupe Calder avec les Barons de Cleveland.